# Gorilla beringei beringei
Il gorilla di montagna (Gorilla beringei beringei Matschie, 1914) è una delle due sottospecie del gorilla orientale.

## Descrizione
La pelliccia del gorilla di montagna è spesso più spessa e più lunga di quella di altre specie di gorilla, e consente loro di vivere a temperature più fredde. I gorilla possono essere identificati dalle impronte del naso uniche per ogni individuo.
I maschi raggiungono un'altezza in piedi di 161-171 cm (63-67 pollici), una circonferenza di 138-163 cm (54-64 pollici), un'apertura delle braccia da 2 a 2,7 m (da 6 piedi 7 pollici a 8 piedi 10 pollici) e un peso di 120–191 kg (265–421 libbre). Le femmine sono più piccole con un peso di 70–98 kg (154–216 libbre). Questa sottospecie è più piccola del gorilla di pianura orientale, l'altra sottospecie di gorilla orientale. I maschi adulti hanno creste ossee più pronunciate sulla parte superiore e posteriore del cranio, che conferiscono alla testa una forma più conica. Queste creste ancorano i potenti muscoli temporali, che si attaccano alla mascella inferiore (mandibola). Anche le femmine adulte hanno queste creste, ma sono meno pronunciate. Come tutti i gorilla, hanno occhi marrone scuro incorniciati da un anello nero attorno all'iride. I maschi adulti sono chiamati silverback, in inglese schiena d'argento, per via di una sella di peli grigio-bianchi che si sviluppa sulla schiena con l'età. I peli sulla schiena sono più corti rispetto alla maggior parte delle altre parti del corpo e i peli delle braccia sono particolarmente lunghi. I maschi completamente eretti possono raggiungere 1,7 m (5 piedi 7 pollici) di altezza, con un'apertura delle braccia di 2,3 m (7 piedi 7 pollici) e pesare 155 kg (342 libbre).  Il silverback più alto registrato era alto 1,95 m (6 piedi 5 pollici) con un'apertura delle braccia di 2,7 m (8 piedi 10 pollici), un torace di 1,98 m (6 piedi 6 pollici) e un peso di 219 kg (483 lb): l'esemplare fu abbattuto ad Alimbongo, nel Kivu settentrionale, Repubblica del Congo, nel maggio 1938. Esiste un record non confermato di un altro individuo, ucciso nel 1932, che era alto 2,06 m (6 piedi 9 pollici) e pesava 218,6 kg (482 libbre).

## Biologia ed Ecologia
Il gorilla di montagna è principalmente terrestre e quadrupede .Tuttavia, si arrampicherà sugli alberi da frutto se i rami possono sopportare il suo peso. Come tutte le grandi scimmie diverse dagli umani, le sue braccia sono più lunghe delle sue gambe. Si muove camminando sulle nocche, sostenendo il suo peso sul dorso delle dita ricurve piuttosto che sui palmi.
Il gorilla di montagna è diurno e passa la maggior parte della giornata a mangiare, poiché sono necessarie grandi quantità di cibo per sostenere la sua massiccia mole. Si nutre al mattino presto, riposa in tarda mattinata e intorno a mezzogiorno e nel pomeriggio si nutre nuovamente prima di riposare la notte. Ogni gorilla costruisce un nido dalla vegetazione circostante in cui dormire, costruendone uno nuovo ogni sera. Solo i neonati dormono nello stesso nido delle loro madri. Lasciano i loro posti letto quando il sole sorge intorno alle 6 del mattino, tranne quando fa freddo e è nuvoloso; poi spesso rimangono più a lungo nei loro nidi.

### Dieta
Il gorilla di montagna è principalmente un erbivoro; la maggior parte della sua dieta è composta da foglie, germogli e steli (85,8%) di 142 specie vegetali. Si nutre anche di corteccia (6,9%), radici (3,3%), fiori (2,3%) e frutta (1,7%), oltre a piccoli invertebrati. (0,1%).   In uno studio durato un anno nella foresta impenetrabile di Bwindi, i maschi adulti hanno mangiato una media di 18,8 kg (41 libbre) di cibo al giorno, mentre le femmine hanno mangiato 14,9 kg (33 libbre).

### Struttura sociale
Il gorilla di montagna è altamente sociale e vive in gruppi relativamente stabili e coesi tenuti insieme da legami a lungo termine tra maschi e femmine adulti. Le relazioni tra le femmine sono relativamente deboli. Questi gruppi non sono territoriali; il silverback generalmente difende il suo gruppo piuttosto che il suo territorio. Nei gorilla di montagna Virunga, la durata media del mandato di un silverback dominante è di 4,7 anni.
Il 61% dei gruppi è composto da un maschio adulto e da un certo numero di femmine e il 36% contiene più di un maschio adulto. I restanti gorilla sono maschi solitari o gruppi esclusivamente maschili, solitamente composti da un maschio maturo e alcuni maschi più giovani. Le dimensioni dei gruppi variano da cinque a trenta, con una media di dieci individui. Un gruppo tipico contiene: un silverback dominante, che è il leader indiscusso del gruppo; un altro silverback subordinato (di solito un fratello minore, fratellastro o anche un figlio adulto del silverback dominante); uno o due blackback, che fungono da sentinelle; da tre a quattro femmine sessualmente mature, che si sono legate per tutta la vita al silverback dominante; e da tre a sei giovani e bambini.
La maggior parte dei maschi e circa il 60% delle femmine lasciano il loro gruppo natale. I maschi se ne vanno quando hanno circa undici anni e spesso il processo di separazione è lento: trascorrono sempre più tempo ai margini del gruppo fino a quando non se ne vanno del tutto. Possono viaggiare da soli o con un gruppo di soli maschi per due-cinque anni prima di poter attirare le femmine a unirsi a loro e formare un nuovo gruppo. Le femmine tipicamente emigrano quando hanno circa otto anni, trasferendosi direttamente in un gruppo consolidato o iniziandone uno nuovo con un maschio solitario. Le femmine spesso si trasferiscono in un nuovo gruppo diverse volte prima di scegliere di stabilirsi con un certo maschio silverback.
Il silverback dominante generalmente determina i movimenti del gruppo, conducendolo a siti di alimentazione appropriati durante tutto l'anno. Media anche i conflitti all'interno del gruppo e lo protegge dalle minacce esterne. Quando il gruppo viene attaccato da umani, leopardi o altri gorilla, il silverback li proteggerà, anche a costo della propria vita. È al centro dell'attenzione durante le sessioni di riposo e i giovani gorilla spesso gli stanno vicino e lo includono nei loro giochi. Se una madre muore o lascia il gruppo, il silverback è solitamente colui che si prende cura della sua prole abbandonata, permettendogli anche di dormire nel suo nido. Sono stati osservati giovani gorilla di montagna alla ricerca e allo smantellamento delle trappole dei bracconieri.
Quando il silverback muore o viene ucciso da malattie, incidenti o bracconieri, il gruppo familiare può essere interrotto. A meno che non ci sia un discendente maschio accettato in grado di prendere il suo posto, il gruppo si dividerà o adotterà un maschio non imparentato. Quando un nuovo silverback si unisce al gruppo familiare, può uccidere tutti i bambini del silverback morto.  L'infanticidio non è stato osservato in gruppi stabili.
L'analisi dei genomi dei gorilla di montagna mediante il sequenziamento dell'intero genoma indica che un recente calo delle dimensioni della loro popolazione ha portato a un'estesa consanguineità. Come risultato evidente, gli individui sono tipicamente omozigoti per il 34% della sequenza del loro genoma. Inoltre, l'omozigosi e l'espressione di mutazioni recessive deleterie come conseguenza della consanguineità hanno probabilmente portato all'eliminazione di mutazioni gravemente deleterie dalla popolazione.
Tra le femmine di gorilla di montagna sono stati documentati comportamenti omosessuali.

## Distribuzione e habitat
Per lo IUCN la popolazione complessiva di questa sottospecie ha superato nel 2018 i 1000 esemplari (nel 2008 erano 680), suddivisi in due subpopolazioni isolate: la prima nella regione dei Monti Virunga, un'area di 440 km² al confine tra Uganda (Parco nazionale dei gorilla di Mgahinga), Ruanda (Parco nazionale dei Vulcani) e Repubblica Democratica del Congo (Parco nazionale dei Virunga), e la seconda confinata in un'area di 330 km² all'interno del Parco nazionale impenetrabile di Bwindi, nell'Uganda sud-occidentale.

## Conservazione
A partire dal 2018, il gorilla di montagna è stato elencato come in via di estinzione nella Lista Rossa IUCN . Gli sforzi di conservazione hanno portato ad un aumento della popolazione complessiva del gorilla di montagna (Gorilla beringei beringei) nei Virungas ea Bwindi. Si ritiene che la popolazione complessiva sia ora di oltre 1.000 individui.
Nel dicembre 2010, il sito web ufficiale del Parco Nazionale Virunga ha annunciato che "il numero di gorilla di montagna che vivono nell'area forestale trinazionale di cui Virunga fa parte, è aumentato del 26,3% negli ultimi sette anni - un tasso di crescita medio di 3,7% annuo". Il censimento del 2010 stimava che 480 gorilla di montagna abitassero la regione. Il censimento del 2003 aveva stimato che la popolazione di gorilla Virunga fosse di 380 individui, il che rappresentava un aumento del 17% della popolazione totale dal 1989, quando c'erano 320 individui. La popolazione è quasi raddoppiata dal suo punto più basso nel 1981, quando un censimento stimò che fossero rimasti solo 254 gorilla.
Il censimento del 2006 a Bwindi indicava una popolazione di 340 gorilla, che rappresenta un aumento del 6% della dimensione totale della popolazione dal 2002 e un aumento del 12% rispetto ai 320 individui del 1997.  Tutte queste stime erano basate su metodi di censimento tradizionali che utilizzavano campioni di letame . raccolti nei nidi notturni. Al contrario, le analisi genetiche dell'intera popolazione durante il censimento del 2006 hanno indicato che c'erano solo circa 300 individui a Bwindi.  La discrepanza evidenzia la difficoltà nell'utilizzare dati di censimento imprecisi per stimare la crescita della popolazione.
Secondo la modellazione computerizzata delle loro dinamiche di popolazione sia nel Bwindi che nei Virungas, i gruppi di gorilla che erano abituati alla ricerca e all'ecoturismo hanno tassi di crescita più elevati rispetto ai gorilla non abituati. L'assuefazione significa che attraverso contatti ripetuti e neutri con gli umani, i gorilla mostrano un comportamento normale quando le persone sono vicine. I gorilla abituati sono sorvegliati più da vicino dal personale sul campo e ricevono cure veterinarie per trappole, malattie respiratorie e altre condizioni potenzialmente letali.  Tuttavia, i ricercatori hanno raccomandato che alcuni gorilla rimangano disabituati come strategia di copertura delle scommesse contro il rischio di trasmissione di agenti patogeni umani in tutta la popolazione. La principale organizzazione non governativa internazionale coinvolta nella conservazione dei gorilla di montagna è l'International Gorilla Conservation Program, istituito nel 1991 come sforzo congiunto dell'African Wildlife Foundation, Fauna & Flora International e World Wide Fund for Nature .  La conservazione richiede lavoro a molti livelli, da quello locale a quello internazionale, e coinvolge la protezione e l'applicazione della legge, nonché la ricerca e l'istruzione.